# Абуширијев устанак
Абуширијев устанак је назив за устанак којег је арапско и свахили становништво подигло против немачке власти у источној Африци. Устаницима се придружио и султан Занзибара. Немци су угушили устанак априла 1890. године.

## Устанак
Немачко источноафричко друштво је образовањем колоније Немачке источне Африке (1884-5) битно угрозило интересе тамошњих Арапа који су ометани у трговини робовима и слоновачом. Арапи су августа 1888. године подигли устанак. Устанак је нарочито узео маха када је у октобру на његово чело стао Абушири ибн Салим. Устаници нападају немачке обалне станице и заузимају неке од њих. Немачко источноафричко друштво позвало је у помоћ немачке поморске снаге. Устаници су одбијени са обале, а немачке снаге предузимају походе ка унутрашњости Африке. Из Немачке су стигле и специјалне трупе. Напад на Абуширијев логор извршен је 8. маја 1889. године. Устаници су разбијени. Октобра исте године, Немци продиру у унутрашњост до Мпвапве где су се прикупили устаници. Абушири је избегао судар и кренуо ка обали. Његове снаге, међутим, трпе пораз 18. октобра. Сам Абушири спасао се бекством. Децембра исте године, Абушири је ухваћен и погубљен. Његов присталица, султан Занзибара Бвана Хери, борио се још неко време. Априла 1890. године устанак је у потпуности угушен.